# Kalliesia
Kalliesia is een vooralsnog monotypisch geslacht van vlinders uit de familie zakjesdragers (Psychidae). De wetenschappelijke naam van het geslacht is voor het eerst geldig gepubliceerd in 2004 door Thomas Sobczyk.
De typesoort van het geslacht is Kalliesia irana Sobczyk, 2004

## Soorten
- Kalliesia irana Sobczyk, 2004